# 73 Yards
"73 Yards" (디즈니+ 한국어 제목: 73야드)는 영국의 SF 드라마 닥터 후 시즌 1의 네번째 에피소드이다. 2024년 5월 24일 디즈니+를 통해 영국을 제외한 전세계에 처음 공개되었으며, 5월 25일 영국 BBC One에서 TV로 방송되었다. 러셀 T 데이비스가 각본을, 딜런 홈스 윌리엄스가 감독을 맡았다.
이번 에피소드는 15대 닥터 (슈티 가트와)가 웨일스의 한 절벽에서 페어리서클 (요정의 띠)를 실수로 밟아 망가뜨린 뒤 갑작스레 사라져 버리는 것으로 이야기가 진행된다. 닥터의 동행자인 루비 선데이 (밀리 깁슨)는 자신으로부터 정확히 73야드 (약 66m) 거리에 떨어진 상태로 알 수 없는 몸짓을 하는 여인을 마주하며 그 정체를 밝히기 위해 나선다.
시즌 1에서 처음으로 제작된 에피소드로서 2022년 말과 2023년 초 웨일스 인근의 여러 장소에서 촬영이 이뤄졌다. 영국 BBC 방영 당시 총 405만 명이 시청하였으며 평론가들의 반응은 긍정적이었다. 특히 루비 선데이 역의 밀리 깁슨의 연기력이 널리 호평받았다.

## 줄거리
웨일스 바닷가의 절벽에 도착한 닥터와 루비 선데이. 루비는 웨일스에 이제까지 두 번 정도 와봤다고 말하고, 닥터는 루비의 출신연도를 깜빡하고서 미래에 로저 앱 귈리엄이라는 인물이 영국 총리가 되어 핵전쟁 위기로 몰아넣을 것이라고 말해 버린다.
그 직후 닥터는 우연히 바닥에 깔려 있던 '페어리서클'을 밟아 버린다. 루비는 그 서클에 '고이 잠드소서, 매드 잭'이라 적힌 두루마리를 읽는다. 그런데 그 다음 순간 닥터가 사라져 버린다. 닥터를 찾던 루비는 73야드 (약 66m) 거리에 정체를 알 수 없는 여인이 나타난 것을 발견한다. 그 여인은 루비가 어딜 가든지 정확히 그 거리를 유지한 채, 정체불명의 손짓을 해가면서 무언가를 열심히 말하는 모습이었다. 도저히 그 여인에게 다가갈 수 없었던 루비는 주변 사람들더러 여인에게 한번 말을 걸어보라고 부탁한다. 그런데 여인에게 가까이 다가간 사람들은 그 말을 듣더니, 루비를 공포스러워하며 어디론가 도망쳐 버리는 것이었다.
루비는 닥터가 사라지면서 굳게 닫혀버린 타디스를 포기하고 집으로 돌아온다. 루비가 겪고 있는 현상을 알게 된 어머니 카를라는 딸에게 전화를 건 채로 여인에게 다가가 보는데, 카를라 역시 공포에 질려 도망쳐 버리고서는 루비를 집 밖으로 내쫓아 버린다. 난데없이 셋방살이를 하게 된 루비는 UNIT 소장 케이트 레스브리지스튜어트를 만나 닥터가 웨일스에서 사라져버린 이래 다시 만나지 못했다고 하소연한다. 케이트는 최근 마법현상 발생사례가 증가하여 UNIT에서 추적 중에 있었다면서, 타디스의 인지필터가 페어리서클에 반응하여 이런 현상을 일으킨 것이 아니겠느냐고 추측한다. 루비를 안심시킨 케이트는 특공대원을 동원해 여인의 체포를 명하지만, 대원들이 여인에게 다가가 말을 건 순간, 케이트와 UNIT 대원들은 루비를 경멸스럽게 쳐다보며 즉시 작전을 중단하고 철수해 버린다. 더 이상 누구의 도움도 받지 않기로 한 루비는 20년의 세월을 보내며 홀로서기한다.
40대가 된 루비는 어떤 남자와 데이트를 하면서 극우 정치인 '로저 앱 귈리엄'의 총선광고를 보게 된다. 그 순간 닥터가 사라지기 전 영국을 파멸로 몰아갈 그 총리 후보임을 떠올린다. 여기에 로저의 별명이 '매드 잭'이라는 사실을 알고서 틀림없이 페어리서클과 관련이 있을 것이라 판단한 루비는 로저의 계획을 막기 위해 선거운동 캠프에 들어간다. 총선에서 압승하여 영국 총리가 된 귈리엄은 축구 경기장을 빌린 뒤, 전세계를 대상으로 영국이 나토를 탈퇴하고 파키스탄의 핵무기를 구매할 것임을 천명하는 연설을 진행하기로 한다. 현장으로 찾아간 루비는 귈리엄이 서 있던 연단으로부터 73야드 떨어진 곳에 서게 되고, 바로 옆에서 여인과 마주하게 된 귈리엄은 공포에 질려 도망친 뒤 총리직을 사임해 버린다.
루비는 여전히 73야드 거리에서 나타나는 여인을 보며 축배를 든다. 그로부터 다시 40년이 지나 할머니가 되어버린 루비는 웨일스의 바닷가 절벽을 찾아가 타디스를 본 뒤 병원으로 돌아가 임종을 맞이한다. 루비의 심장박동이 멈추어 가는 과정에서 73야드 거리의 그 여인이 병실 안으로 들어와 천천히 다가오는 모습을 마주한다. 루비와 여인이 맞닿는 순간, 루비는 다시 웨일스의 절벽으로 돌아가 먼 옛날 닥터와 함께 타디스에서 내리는 젊은 날의 자신을 마주하고서, 페어리 서클을 절대 밟지 말라고 손짓을 펼쳐가며 알리려 애쓴다. 웨일스에 세 번 정도 와본 적이 있다는 말을 하던 루비는 먼발치에서 손짓하는 여인을 보고서 페어리 서클을 밟으려는 닥터를 저지하며 미래를 바꾼다. 이후 웨일스에 세번째로 온 것이 언제냐는 닥터의 말에 루비는 지금이라고 밝힌다.

## 제작

### 기획과 촬영
"73 Yards"의 각본은 러셀 T 데이비스가 맡았다. 러셀은 이번 에피소드가 '웨일스의 공포 설화'가 될 것이라면서, 적으로 등장하는 인물은 "지금까지 보지 못했던 가장 이상한 악당"이 될 것이라고 밝혔다. 또 페어리 서클을 의도찮게 으깨버린 닥터의 '경외심 부족'에 용서를 얻기 위해 '좋은 일'을 해야 하는 "참회의 삶"을 보여준다고 코멘트했다. 닥터 역의 슈티 가트와는 이번 시즌을 통틀어 루비라는 캐릭터의 전반적인 발전에 중요했던 에피소드가 바로 이번 에피소드라고 지적했다.
이번 에피소드는 닥터 후 오프닝 테마곡과 타이틀이 생략됐다. 과거 오프닝이 생략된 에피소드는 "Sleep No More" (2015년), "The Woman Who Fell to Earth" (2018년), "Resolution" (2019년) 정도에 불과할 정도로 흔치 않았다.

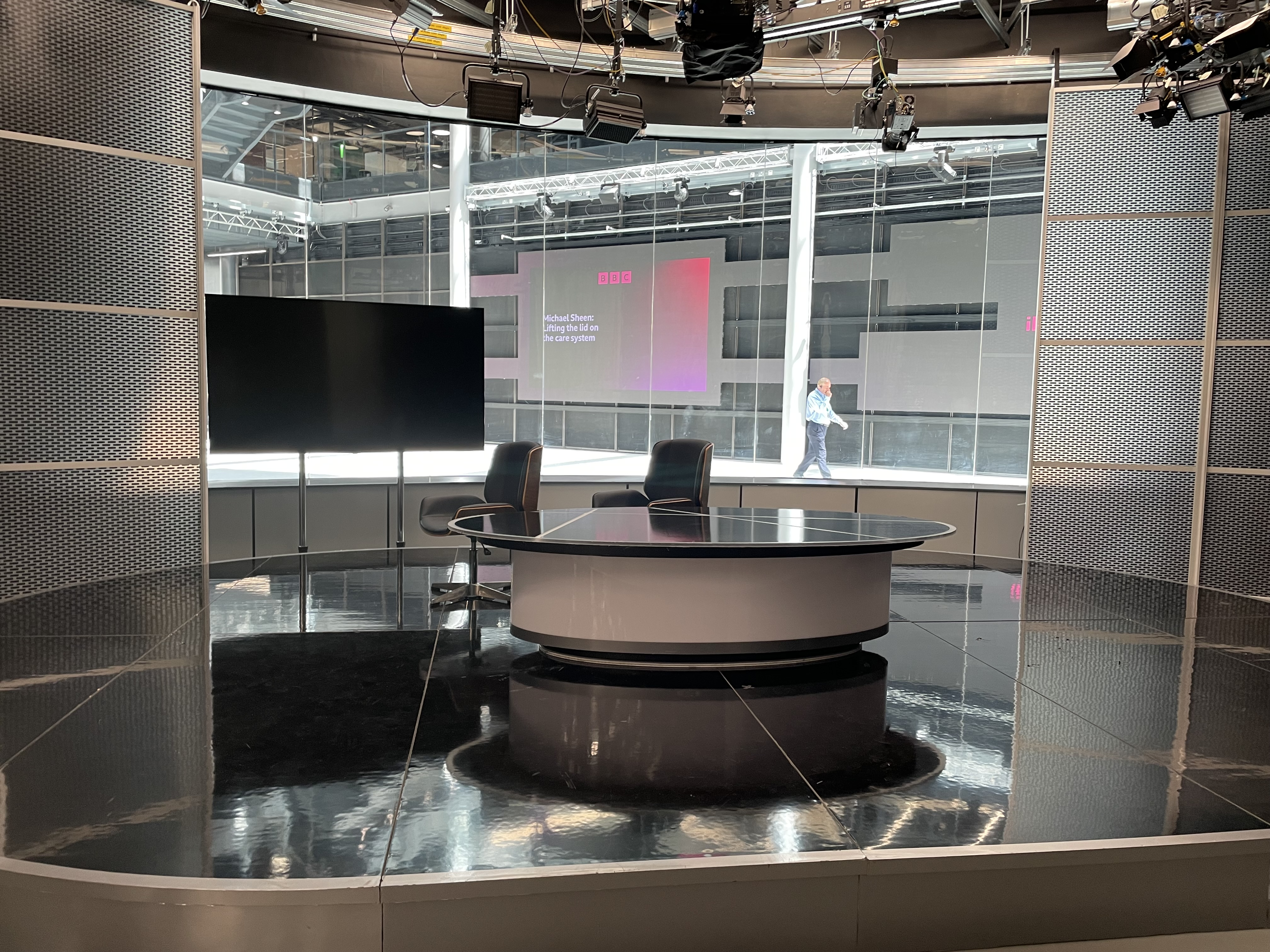
작중 촬영장소로 쓰인 BBC 컴리 웨일스의 뉴 브로드캐스팅 하우스 스튜디오

"73 Yards"는 2022년 12월~2023년 1월에 촬영이 이뤄졌으며 딜런 홈즈 윌리엄스가 감독을 맡았다. 시즌 1 제작일정 가운데 다음 에피소드 "Dot and Bubble"과 함께 첫번째 일정으로 배정되어 제작이 이뤄졌다. 루비 선데이 역의 밀리 깁슨은 이번 에피소드가 첫 촬영이었으며, 그 중에서도 루비의 아파트 장면을 가장 먼저 촬영하였다. 오프닝 장면은 웨일스 서부의 텐비 마을에서 촬영됐다. 당시 촬영에 사용된 타디스 소품은 두 개가 동원되었는데, 멀쩡한 타디스와 오래 방치된 타디스를 찍어야 하는 상황에서 타디스를 따로 분장할 시간은 없었기 때문이다.
루비가 로저 앱 귈리엄의 존재를 알아차린 술집 장면은 과거 닥터후의 스핀오프 드라마 토치우드의 촬영장소로 활용됐던 카이어필리의 화이트 크로스 인 (White Cross Inn)에서 촬영이 이루어졌다. 술집에서 루비가 내다보는 창문은 실제로는 주차장을 내려다보고 있었기 때문에 다른 풍경을 찍기 위해서 별개의 장소에서 창문을 재현해야 했다. 이밖에 BBC 컴리 웨일스의 방송시설인 뉴 브로드캐스팅 하우스와 카디프 시티 스타디움에서 로케이션 촬영이 이뤄졌다.

### 캐스팅
"73 Yards"에서는 루비 선데이 역에 밀리 깁슨이 출연하였으며 닥터 역의 슈티 가트와는 거의 등장하지 않는 '닥터 부재 에피소드'로 기획되었다. 당시 슈티 가트와는 넷플릭스 드라마 《오티스의 비밀 상담소》 (2019년~2023년)에 출연중이었기에 본격적인 제작일정에 함께할 수 없는 상황이었다. 따라서 이번 에피소드에서 슈티 가트와의 등장 분량은 단 하루만에 촬영되었다.
2023년 1월 9일 본 에피소드의 캐스팅이 발표되었다. 이번 에피소드의 주적인 영국 총리 로저 앱 귈리엄 역에는 어나이린 바너드이 캐스팅되었다. 의문의 여성은 힐러리 호브슨 (Hilary Hobson)이, 에니드 미도는 샨 필립스가 연기하였다. 할머니가 된 루비 역에는 아만다 워커가 캐스팅되었다.
"73 Yards"에는 드라마 내에서 반복해서 등장하는 UNIT 리더 케이트 레스브리지스튜어트 역의 제마 레드그레이브가 2023년 60주년 스페셜 "The Giggle" 이후 몇 화만에 재등장하게 되었다. 2023년 크리스마스 스페셜 "The Church on Ruby Road"에 등장했던 플러드 부인 역의 애니타 도브슨도 재출연하였으며, BBC 아나운서 아몰 라잔도 늙은 모습으로 분장하여 카메오로 출연하였다. BBC 방송 스튜디오 장면에는 실제 기자들이 엑스트라로 출연하였다. 여기에 이전 에피소드에서 각기 다른 모습으로 등장했던 수전 트위스트도 이번 에피소드에서는 등산객으로 출연했다.

## 방송과 평가

### 방송
2024년 5월 24일 온라인으로 처음 공개되었으며 영국에서는 BBC iPlayer로, 영국 외 전세계 국가에서는 디즈니+로 공개되었다. 다음날 5월 25일 영국 BBC One에서 TV 방영이 이뤄졌다.
BBC 방영 당시 밤사이 시청자수는 총 262만 명으로 추산되었으며 이는 시즌1 방영 개시 이래 가장 큰 규모였다. 종전 최고 시청률인 "Space Babies"를 약 2만 명 앞섰고, 이전화 대비 58만 명이 늘었다.

### 평론가들의 반응
평점 사이트 로튼 토마토에서는 평론가 14인 전원이 호평하였으며 10점 만점에 8.8점의 평점을 기록했다. 로튼 토마토는 "밀리 깁슨을 전면과 중앙으로 밀어넣는 불쾌하고 섬뜩한 에피소드, '73 Yards'는 이번 시즌 최고의 회차일지 모른다"는 총평을 내렸다.

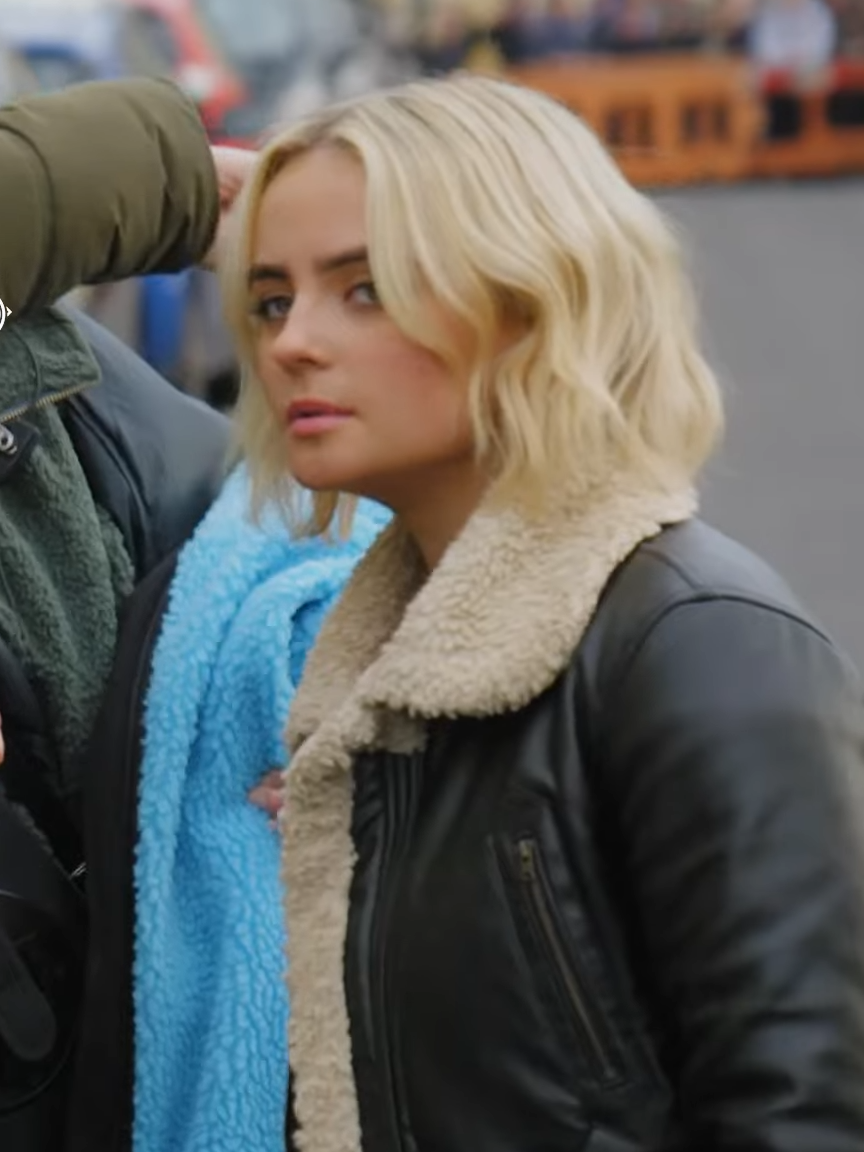
평론가들은 밀리 깁슨의 연기력에 찬사를 보냈다.

VG247의 알렉스 도널드슨 (Alex Donaldson)은 이번 에피소드가 "단순히 역대 최고의 닥터 후 에피소드인 것을 넘어, 요 근래 최고의 TV 프로그램 중 하나였다"고 극찬했다. 마찬가지로 이브닝 스탠더드의 마틴 로빈슨 (Martin Robinson)은 이번 에피소드에 대해 "닥터 후를 싫어하는 사람들도 좋아할 SF 공포 클래식"이라 호평하고, "형식의 우수함과 제대로 된 공포"라는 점에서 2007년 방영된 "Blink" 편의 상대가 될 만하다고 평했다. 엔가젯의 대니얼 쿠퍼 (Daniel Cooper)는 이번 에피소드가 루비 선데이라는 캐릭터를 어떻게 탐구하고 활용했는가를 거론하며 호평을 보냈다.
토털 필름의 브래들리 러셀 (Bradley Russell)은 불안감이 엄습하는 뛰어난 에피소드라 호평하면서 "상징적인 크레딧 음악이 시작되고 나서도 오랫동안 당신의 여운 속에 남을 만하다"고 평했다. 그러나 1~2막에 비해 제3막은 다소 취약하다면서 공포스러운 임팩트가 떨어지고 웨일스라는 무대설정에서 벗어날 추진력을 잃었다고 지적했다. IGN의 로버트 앤더슨은 "역대 '닥터 부재 에피소드' 가운데서도 최고"라면서 작중 분위기를 높이 평가하였으나 일부 줄거리는 만족스럽게 해결되지 않았다고 평했다. 라디오 타임스의 루이즈 그리핀 (Louise Griffin)은 오히려 "해답을 내놓지 않은 의문이 이야기의 괴담화에 한몫했다"면서 완성도를 높이 평가했다. 시청자에게 한계는 있었으나 에피소드에서 그것을 넘지 않으려 했다는 평가다.
디지털 스파이의 레베카 쿡 (Rebecca Cook)은 "완전무결에 가까워서 오히려 불만이었다"고 호평하면서도 귈리엄이 등장하는 파트는 줄거리와 완성도가 다른 부분에 비해 별로였다고 꼬집었다. 그럼에도 2008년 시즌 4 "Turn Left"와 비교하면서 루비 선데이 역의 밀리 깁슨에게 숨 돌릴 틈은 제공한 점, 닥터를 배제한 점은 높이 평가했다. 또 감독을 맡은 딜런 홈스 윌리엄스의 연출에 대해서도 호평하였다.

## 소설판
이번 에피소드의 줄거리를 기반으로 한 소설판이 2024년 5월 주문예약에 들어갔다. 스콧 핸드콕 (Scott Handcock)이 각색을 맡았으며 타깃 컬렉션 시리즈의 하나로 문고판과 오디오북으로 출시된다. 오디오북의 성우는 수전 트위스트가 맡았다.